# Ла-Баль-д'ан-Бас
Ла-Валь-ден-Бас — муніципалітет в Іспанії, у складі автономної спільноти Каталонія, у провінції Жирона.